# Meudon (fénykép)
A Meudon (1928) André Kertész egyik legfontosabb felvétele, melyet Párizsban töltött évei alatt készített.

## Története
Meudon Párizs délnyugati külvárosa. A fényképen egy utcarészlet látható, a háttérben egy viadukt hívja fel magára a figyelmet. Egy gőzmozdony éppen akkor robog át rajta. Szikár utca, néhány járókelő, azonban az előtérben középen egy fekete kalapos alak emelkedik ki, amint átsiet az úttesten. Kezében egy nagy tárgyat cipel, amit újságpapírba csomagoltak. Arca nehezen kivehető, nem is néz a kamerába.
A felvétel Kertész új képi látásmódjának remek példája, melyen a dokumentarista jelleg a kubizmus hatását érezteti magán. Az alkotás a kortársakat nem nyűgözte le, akik nem tudták hova tenni a meudoni utcát bemutató fotót. A részletek nem állnak össze teljes egésszé, hogy a szemlélő számára mondanivalóval bírjanak.  Nincs a képnek fő eleme, a szem csak cikáz: a viadukt, az utca és a kalapos férfi alakja között. Ugyanakkor pont ezek az ellentétes össze nem illő elemek teszik nagyszerűvé Kertész felvételét.
Kertész hagyatékában nem egy, hanem három felvétel maradt fenn erről az utcaszakaszról. A képek kompozíciója hasonló. Az egyik felvételen nincsenek se emberek, se vonat. A negatívon dátummegjelölés, vagy számozás nem található. A másik két felvételről biztosan tudható, hogy egymás után készültek. Fotótörténészek úgy vélik, hogy nagy valószínűséggel az a kép készült előbb, melyen sem emberek, sem a gőzmozdony nem látható. Kertész aligha fotózott volna még egyet azután, hogy a publikált, drámai képe megszületett. Kertész legalább kétszer járt Meudonban, erre utalnak a felvételek részletei is: a viadukt lábánál a farakások és az állványzat méretének változása azt mutatja, hogy viszonylag hosszabb idő telt el Kertész két látogatás között.
Hogy miért utazott Kertészt Meudonba, nem tudni pontosan. Hiszen Párizs többi része bőségesen szolgál témával egy egyszerű külvárosi utcánál. Aligha maga a viadukt, vagy annak építése miatt ment vissza még egyszer, hiszen akkor már az első kép is megfelelő lett volna. A második utazás apropója a kép előterében sétáló férfi, Willi Baumeister konstruktivista festő lehetett, akivel Kertész még párizsi évei alatt ismerkedett össze. Kertész több alkalommal is találkozott Baumeisterrel. 1926-ban Mondrian műtermében már portrét is készített róla, más művészek társaságában. A két férfi között hasonlóság szembetűnő. A feltételezések szerint Baumeister festő barátját, Hans Arpot kereste fel, akinek Meudonban van műterme. Kertész pedig elkísérte barátját, akiről az ominózus fotó készült. Az újságpapírba csomagolt nagyméretű tárgy festményre utal, ami szintén erősíti a feltételezést, hogy Baumeister látható a képen. „Ám ha az alak valóban a barátja, Baumeister, Kertész miért nem nevezi meg a képaláírásban?” – teszi fel a kérdést Hans-Michael Koetzle fotótörténész, a képről írt tanulmányában. Valószínűleg azért, mert Kertész másként tekintett a dokumentarista fotográfiára, mint pályatársai. Ha megnevezte volna a képaláírásban barátját, akkor a fénykép elveszítette volna kompozíciós egységét és megrendezettnek tűnt volna. A figyelem a férfira irányult volna, aki csak a kép alsó részét foglalja el, miközben a kép többi része, az épületek, a viadukt, a gőzmozdony jelentőségüket vesztették volna. Ezt pedig Kertész nem szerette volna, hogy a felvételre csupán portréként tekintsünk.
A felvétel első alkalommal csak másfél évtizeddel később, 1945-ben a Day of Paris kötetben jelent meg.